# Baumhaus (Wismar)

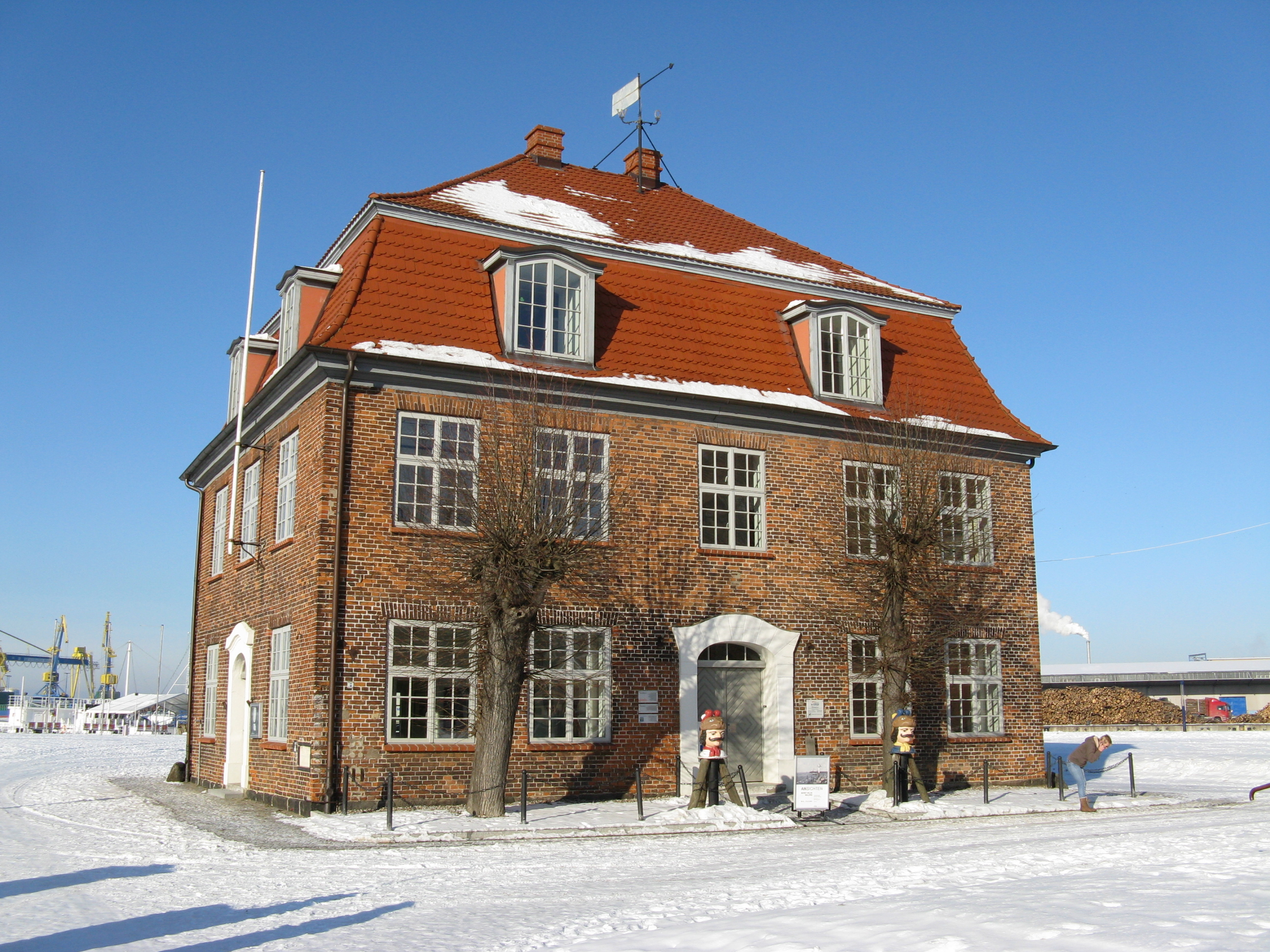
Baumhaus in Wismar

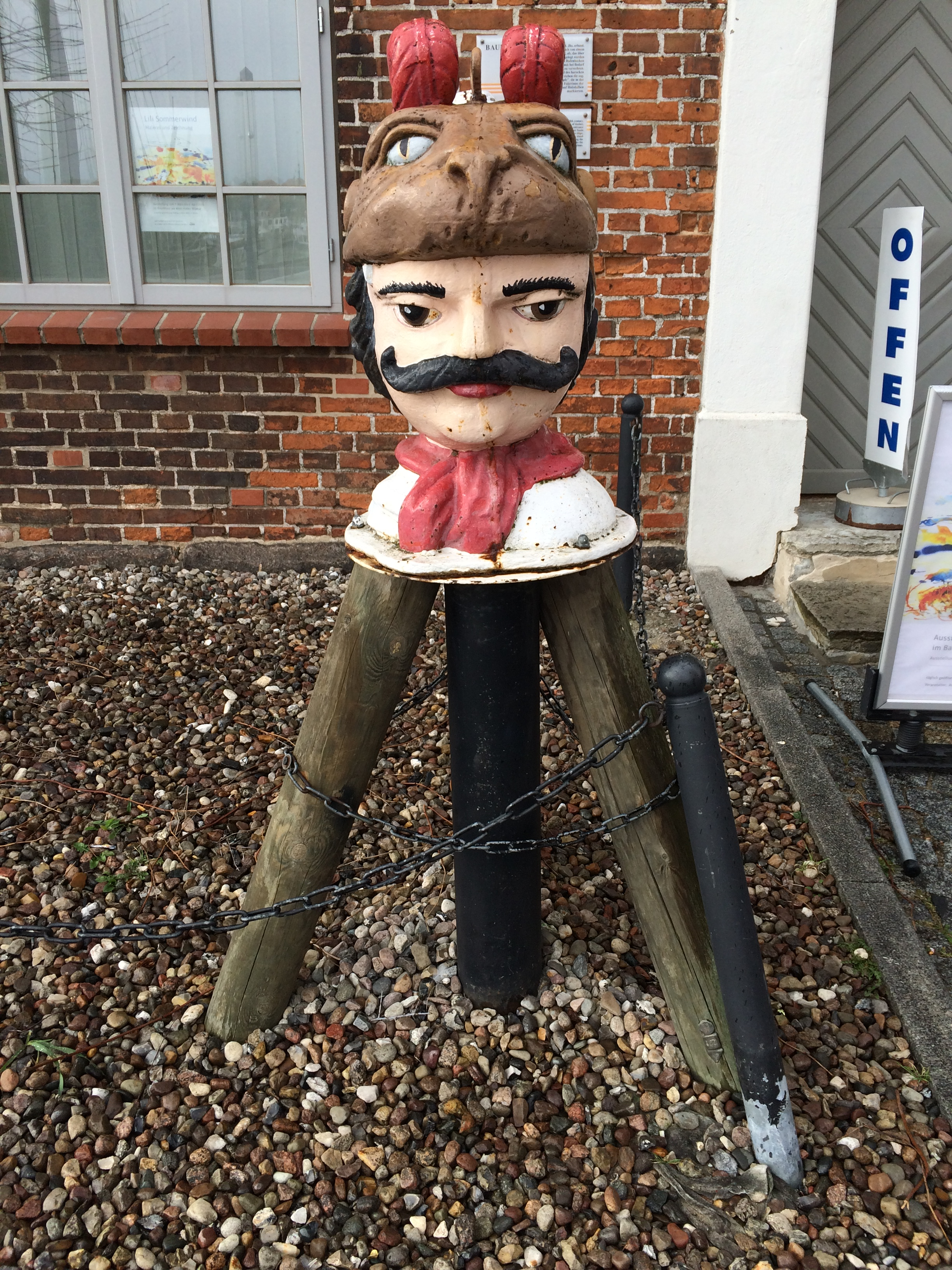
Einer der beiden Schwedenköpfe

Das Baumhaus ist ein denkmalgeschütztes Gebäude in der Hansestadt Wismar, Alte Hafen, Stockholmer Straße.

## Geschichte
Die Stadt errichtete das Gebäude in der ersten Hälfte des 18. Jahrhunderts im Stile des Barock. In der Nacht oder bei Gefahr im Anzug zogen Angestellte der Hafenverwaltung, so genannte Bohmschlüter, eine Kette in die Hafeneinfahrt. Gleichzeitig bedienten sie auch den Schlagbaum der Hafenzufahrt. In anderen Städten wie beispielsweise in Hamburg legte man vom dortigen Baumhaus ein schwimmendes Langholz in die Einfahrt. Die beiden Schwedenköpfe vor dem Haupteingang sind ein Wahrzeichen der Stadt. Dabei handelt es sich jedoch um Nachbildungen der Originale, die einst auf Duckdalben in der Wismarer Bucht standen.
Das Gebäude wird im 21. Jahrhundert für Ausstellungen genutzt.

## Ausstellungen
13. Okt. – 4. Nov. 2012: Astrid Karuna Feuser Merkaba